# 德川慶賴
德川慶賴（日语：〔〕／ Tokugawa Yoshiyori，1828年11月19日—1876年9月21日），日本江戶時代御三卿田安德川家第5代及第8代當主，福井藩藩主松平春嶽的異母弟。

## 生平
德川慶賴在文政十一年十月十三（1828年11月19日）出生，是德川齊匡的第九子，幼名耕之助。文化十年（1813年），父親從將軍家迎來將軍家齊之子德川齊莊為養子，後來齊匡隱居，齊莊繼承田安家。
天保十年（1839年）三月二十六，義兄齊莊出繼尾張家成為尾張家當主，慶賴繼承田安家，不久在同年五月敘任從三位左近衛權中將兼右衛門督，後來依次敘任參議（弘化三年）、權中納言（嘉永四年）及從二位權大納言（安政五年十二月）。
由於南紀派井伊直弼的提攜，當安政五年（1858年）八月將軍德川家定聽順井伊直弼決定立紀州藩主德川慶福為下任將軍後，慶賴隨即被任命為新設的將軍後見職，不過並無實權，其兄長松平慶永在明治時期曾指出「這根本是做井伊掃部頭的奴隷」（日语：井伊掃部頭の奴隷と見做して可なり）。
文久二年（1862年）五月初九，慶賴被免去將軍後見職，然而，傑出的功勞使他昇進正二位；朝廷在島津久光的壓力下任命了一橋慶喜為新的後見職。文久三年（1863年）正月十八，慶賴受處分降為從二位權中納言，同時隱居，將家督之位傳給兒子壽千代。至此一橋派再次抬頭，慶賴所屬的舊井伊派大多受到不同程度的處罰。
慶應四年（1868年），在寬永寺謹慎的他復出，為德川家在江戶無血開城做出努力，後被任命為「江戶鎮撫取締」，與新政府合作。同年閏四月，新政府批准田安家當主德川龜之助（慶賴第三子）繼承德川宗家，因此慶賴再次成為田安家當主。
明治元年（1868年）五月二十四，德川家族人德川茂榮提出立藩（田安藩），使慶賴成為諸侯其中一員。次年（1869年）三月版籍奉還，同年十二月廢藩置縣，慶賴卻沒有委任為知藩事，令他相當不滿，在遞交了任命知藩事的請願書後，他才被任命為知藩事。明治三年（1870年）六月，田安藩完全解體。
明治9年（1876年）9月21日，他在東京逝世，享年47歲。